# Patrick Ray Pugliese

Patrick Ray Pugliese

Patrick Ray Pugliese (Teheran, 5 dicembre 1977) è un personaggio televisivo e attore italiano.

## Biografia
Nato a Teheran il 5 dicembre 1977, vive tra Montecarlo e Milano. Inizia la sua esperienza televisiva come presentatore e giornalista per il canale satellitare Montecarlo Sat, conclusasi nel 2002. Nel 2004, ottiene la notorietà nazionale partecipando alla quarta edizione del Grande Fratello, nella quale si classifica secondo e diviene uno dei personaggi di maggior richiamo in Mai dire Grande Fratello della Gialappa's Band, in onda nello stesso anno, grazie ad un'imitazione da parte di Fabio De Luigi. Dopo il Grande Fratello, viene chiamato da Antonio Ricci per entrare a far parte del TG satirico Striscia la notizia con uno spazio appositamente creato per lui durante il quale ha il compito di consegnare il Gongolo di Platino, alternativa con valenza positiva del ben più noto Tapiro d'oro, solitamente consegnato da Valerio Staffelli.
Nel 2006 recita in una puntata di Casa Vianello, intitolata Reality show, al fianco di Sandra Mondaini e Raimondo Vianello. Partecipa alla sit-com Radio Sex in onda su Alice Home Tv, al fianco di Martina Colombari, per la regia di Alessandro Baracco. Nello stesso anno, viene nominato Cittadino Onorario di Arcevia nelle Marche, ottenendo la nomina di Cavaliere dell’Ordine dei Protettori della Madonna di Montevago esponendo una mostra personale di suoi quadri nella Stanza Reale del Castello di San Pietro in Musio e assumendo l’appellativo di Patrick Ray Pugliese D’Arcevia. Dal 2007, è DJ e produttore discografico, prediligendo la musica House, Underground, Progressive, Tech-House e confermando la tradizione musicale presente da generazioni nella sua famiglia con il nonno Angel Pugliese e suo padre Osvaldo Camahue.
Nel 2008, entra nelle sale cinematografiche come interprete del film I Picciuli, nato da un’idea di Alfredo Li Bassi, diretto da Enzo Cittadino. Nel 2009 termina il suo ruolo in Striscia la Notizia e inizia una collaborazione con Giampietro Cutrino (Gip) del programma Le Iene, in onda su Italia 1 partecipando al progetto tv One million year. Nel 2010, torna sul piccolo schermo nel programma Le iene su Italia 1. Nel 2011, lavora come inviato per i programmi Domenica Cinque e Stasera che sera!, entrambi condotti da Barbara d'Urso su Canale 5, insieme a Veronica Ciardi, Serena Garitta e Margherita Zanatta. Nel 2012, in qualità di deejay producer, stringe collaborazioni con artisti di rilievo tra cui Nari&Milani, Dj Joseph B., Francesco Passantino, con i quali elabora alcuni progetti discografici come Satisfaction Monster remix, New flame, Deep House Underground e Name it know it stop it. Contemporaneamente, annovera la sua presenza all'interno del palinsesto radiofonico di m2o con il programma Glam, condotto da Carlotta e Alessandro Lippi.
Il 13 febbraio 2012, entra nuovamente come concorrente nella casa del Grande fratello 12, insieme a Ferdinando Giordano e Cristina Del Basso, anche loro ex-concorrenti delle edizioni precedenti, dai cui uscirà come finalista il 1º aprile 2012, classificandosi al terzo posto. Il 13 febbraio 2012 Patrick (insieme a Ferdinando Giordano e Cristina Del Basso) è chiamato da Endemol per entrare nel Grande Fratello 12 come Invasore e rimane fino alla finale: durante il reality conosce Martina Pascutti, con cui in seguito Patrick si è fidanzato e il 30 agosto 2013 è nato Leone Pugliese, primogenito della coppia. Da luglio 2012 è conduttore del programma per ragazzi Karaoke Super Show!, programma in onda su Super! insieme a Cristina D'Avena. L'8 novembre 2012 conduce in mondovisione la serata finale del Fashion Tv Clubbing Awards 2012 a Monte Carlo, insieme ad Ania J. Nel 2013 si candida con Grande Sud alle elezioni regionali del Lazio, ma non viene eletto.
Tra il 2013 - 2014 conduce X Hunter sul nuovo canale video di Yahoo, successivamente diventa opinionista a Mattino Cinque, il contenitore giornalistico di Canale 5 condotto da Federica Panicucci e Federico Novella e a Pomeriggio Cinque ,programma di informazione giornalistica e di intrattenimento in onda su Canale 5, condotto da Barbara d'Urso. Contemporaneamente svolge la professione di inviato di La Giungla, programma di Ada Channel, che si occupa di denunciare, truffe, abusi edilizi e di segnalare edifici in stato di abbandono.
La fine del 2014 lo vede collaborare insieme a un team di esperti Mtb con i quali crea a una nuova serie di modelli di mountainbike, che vengono presentati in anteprima all'Expo' Bici di Padova e in seguito alla discoteca Hollywood di Milano, nella quale festeggia anche il ventesimo anniversario della "Elray Cycles". Nel 2018 partecipa a Mai dire Mondiali e Mai dire talk, condotto dalla Gialappa's band, ed è ospite assiduo di Riccardo Scarlato a Race Tv e Sport Italia. Dal 2015 fino ad oggi, svolge assiduamente la sua attività di imprenditore nel campo delle Mtb e con le sue mountainbike "Elray Cycles" è sempre presente all’Uci World Cup Mtb.
Nel gennaio del 2020 entra per la terza volta come concorrente alla quarta edizione del Grande Fratello VIP condotto da Alfonso Signorini. Nel 2021 è spesso ospite del programma Ogni mattina su TV8 (Italia) condotto da Adriana Volpe. Da febbraio 2021 conduce un suo talk dal nome Patrickamente Show sul canale Go-Tv. In occasione del Campionato europeo di calcio 2020 partecipa a Twitch dire Europei condotto dalla Gialappa's Band sulla piattaforma online Twitch.tv. Nel 2023 partecipa alla terza puntata del programma GialappaShow su TV8 (Italia), condotto dalla Gialappa's Band.

## Televisione
- Montecarlo Sat (1999-2002)
- Grande Fratello 4 (2004)
- Il condominio (Canale 5) - Buona Domenica (2004)
- Striscia la notizia (2005-2009)
- Le Iene (2010)
- Domenica Cinque (2010)
- Pomeriggio Cinque (2010-2012)
- Stasera che sera! (2011)
- Grande Fratello 12 (2012)
- Karaoke Super Show! (2012)
- Fashion Tv Clubbing Awards (2012)
- X Hunter (2013)
- X Hunter (2014)
- Mattino Cinque (2014)
- La Giungla (2014)
- Mai dire Mondiali (2018)
- Mai dire talk (2018)
- Grande Fratello VIP 4 (2020)
- Guess My Age - Indovina l'età (2020)
- Ogni mattina (2021)
- Patrickamente Show (2021)
- GialappaShow (2023)

## Teatro
- Rassegna Teatrale Carlo Dapporto - Teatro Ariston - Sanremo
- Il borghese gentiluomo (1997) di Molière
- Il malato immaginario (1998) di Molière
- Romeo e Giulietta (1999) di William Shakespeare

## Riconoscimenti
- 1ª Edizione Premio Luci della Ribalta – Premio Alto (2005)[15]
- Cittadino Onorario di Arcevia nelle Marche (2006)
- Cavaliere dell’Ordine dei Cavalieri della Madonna di Montevago (2006)

## Video musicali
- La chance di Mitch e Squalo (2006)